# Qualificazioni al campionato mondiale maschile under 21 di pallavolo 2007
Le qualificazioni al campionato mondiale juniores di pallavolo maschile 2007 hanno assegnato undici posti per la fase finale; il Marocco (come paese ospitante) si è qualificato automaticamente.

## Squadre partecipanti
- Austria
- Bielorussia
- Bulgaria
- Croazia
- Finlandia
- Francia
- Germania
- Grecia
- Italia
- Montenegro
- Norvegia
- Paesi Bassi
- Polonia
- Romania
- Serbia
- Slovacchia
- Slovenia
- Turchia
- Ucraina

## Qualificazioni continentali

### Africa
Le partite valide per l'assegnazione dei posti riservati alla confederazione africana si sono svolte nel 2006 con il campionato africano juniores 2006. Il posto a disposizione è stato assegnato alla prima classificata.
Squadre qualificate:
- Egitto (prima classificata)

### America del Nord
Le partite valide per l'assegnazione dei posti riservati alla confederazione nordamericana, centroamericana e caraibica si sono svolte nel 2006 con il campionato nordamericano Under-21 2006. I posti a disposizione sono stati assegnati alla prima e alla seconda classificata.
Squadre qualificate:
- Cuba (prima classificata)
- Stati Uniti (seconda classificata)

### America del Sud
Le partite valide per l'assegnazione dei posti riservati alla confederazione sudamericana si sono svolte nel 2006 con il campionato sudamericano juniores 2006. I posti a disposizione sono stati assegnati alla prima e alla seconda classificata.
Squadre qualificate:
- Argentina (seconda classificata)
- Brasile (prima classificata)

### Asia ed Oceania
Le partite valide per l'assegnazione dei posti riservati alla confederazione asiatica ed oceaniana sono iniziate il 13 settembre 2006 con il campionato asiatico ed oceaniano juniores 2006 e si sono concluse il 21 settembre 2006. I posti a disposizione sono stati assegnati alla prima e alla seconda classificata.
Squadre qualificate:
- Giappone (seconda classificata)
- Iran (prima classificata)

### Europa
Le partite valide per l'assegnazione dei posti riservati alla confederazione europea sono iniziate il 6 settembre 2006 con il campionato europeo juniores 2006 e si sono concluse il 27 maggio 2007.  I posti a disposizione sono stati assegnati alla prima classificata del campionato europeo juniores 2006 e alle prime classificate dei tre gruppi di qualificazione.
Squadre qualificate:
- Bulgaria (1ª classificata nel Girone A)
- Italia (1ª classificata nel Girone B)
- Russia (1ª classificata nel campionato europeo juniores 2006)
- Slovenia (1ª classificata nel Girone C)